# تري سيغاوين (أنغلزي)
تري سيغاوين (بالإنجليزية: Tre-Ysgawen)‏ هي منطقة سكنية تقع في ويلز في أنغلزي.